# Башня Азади
Ба́шня Азади́ (Свобо́ды) (перс. برج آزادی‎ / Borj-e Āzādi), бывшее название Ба́шня Шахя́д (Па́мяти Ша́хов) (перс. برج شهیاد‎ / Borj-e Šahyād) — главный символ столицы Ирана — Тегерана, расположенный в западной части Тегерана, в центре площади Азади.
Башню часто называют «Воротами в Тегеран», поскольку она расположена на главной дороге, ведущей в город с запада. Башня Азади — это также первое, что видят прибывшие в Тегеран люди через международный аэропорт Мехрабад, который является вторым по величине аэропортом Тегерана после международного аэропорта имени Имама Хомейни. Рядом с башней и площадью проходят также важные транспортные узлы Тегерана и Ирана, такие как автострада Саиди, автомагистраль в Кередж, автомагистраль Мухаммада Али Джинны, а также начало одной из крупнейших и длиннейших улиц Тегерана — проспекта Азади.

## История
В 1960-е годы правительство Ирана объявило конкурс для разработки проекта, который был приурочен к 2500-летию персидской (иранской) государственности. По результатам конкурса победил и был одобрен проект башни местного архитектора — Хоссейна Аманата. Постройка и открытие башни состоялись в 1971 году, аккурат к 2500-летнему юбилею. В торжественном открытии башни 16 октября лично принимал участие Шахиншах Ирана — Мохаммед Реза Пехлеви. В то время башня носила название Бо́рдж-э Шахя́д (с персидского языка переводится как Башня памяти Ша́хов), как и площадь, на которой стояла башня (она называлась Мейда́н-э Шахя́д, что в переводе означает Площадь памяти Ша́хов). Башня была построена в основном за счёт около пятисот крупных иранских промышленников, частично за счёт государственного финансирования.
После исламской революции в Иране в 1979 году башня и площадь были переименованы в Азади́, что в переводе с персидского языка переводится как Свобо́да.

## Описание
Высота башни составляет 45 метров. Она полностью выстроена из исфаханского белого мрамора и состоит из восьми тысяч каменных блоков. Архитектором башни является известный иранский и впоследствии канадский архитектор — Хоссейн Аманат, который после исламской революции в Иране был вынужден покинуть родину. Строительство башни, помимо Аманата, возглавлял известный иранский каменщик — Гаффар Даварпанах Варносфадерани.
Архитектурный стиль башни сочетает в себя элементы архитектуры доисламского Ирана, в том числе архитектуры Ахеменидов и Сасанидов, а также постисламской персидской архитектуры. В 1982 году в Алжире был построен Памятник Мучеников, который воплотил в себя конструкцию и вид башни Азади.

### Музей
Внутри, точнее, в цокольном этаже башни Азади находится одноимённый музей. Вход в музей закрывается большими тяжёлыми воротами, в крипте с экспонатами приглушённое освещение. Стены музея украшены расписной керамикой и изразцами, персидскими миниатюрами и доисламскими картинами.
В музее представлены экспонаты доисламского (зороастрийского) Ирана, также представлены экспонаты и после распространения ислама на территории этой страны. Одним из главных экспонатов музея является точная копия Цилиндра Кира (оригинал находится в Британском музее в Лондоне), а также его перевод на современный персидский язык золотыми буквами на стене напротив. В музее также представлены экспонаты, относящиеся к белой революции в Иране, представлены различные известные картины, уменьшенная копия Корана. Среди самых древних экспонатов выделяются квадратные плиты, золотые листы, а также терракотовые изделия, в том числе найденные в Сузах, лакированные фарфоровые изделия (в том числе известное во всём мире золотое блюдо, найденное в Горгане). Многие из древних экспонатов покрыты клинописью. В музее также представлена большая коллекция классической персидской миниатюры вплоть до XIX века, некоторые из которых принадлежали последней Шахбану Ирана — Фарах Пехлеви.

## Название
Изначально башню по проекту должны были назвать Дарва́зэ-е́ Куру́ш, что в переводе с персидского означает Ворота Ки́ра. Позднее председатель Совета торжеств 2500-летия персидской государственности Асадолла Алам предложил назвать башню Дарва́зэ-е́ Шаханша́хи, что в переводе означает Ворота Царей Царей. Впоследствии окончательно название башне дал учёный, профессор иранист Бахрам Фарахваши, проведя исследование для подбора подходящего названия. В итоге решено было назвать башню Бо́рдж-э Шахя́д Арьяме́хр, что в переводе с персидского языка означает Башня памяти Ша́хов Ари́йского света. Однако в 1971 году к открытию башни из названия было убрано слово Арьяме́хр, и башня стала называться Бо́рдж-э Шахя́д, то есть Башня памяти Ша́хов. После исламской революции в Иране в 1979 году башня была переименована в Бо́рдж-э Азади́, что означает Башня Свободы.

## Галерея
- Вид на башню с высоты птичьего полёта в 1971 году
- Вид на башню во время зелёной революции в 2009 году
- Изображение башни на банкноте иранского риала